# Wilsberg: Ausgegraben
Ausgegraben ist die 15. Folge der Fernsehfilmreihe Wilsberg. Die Erstausstrahlung erfolgte am 19. November 2005 beim ZDF. Regie führte Peter F. Bringmann, das Drehbuch wurde von Timo Berndt geschrieben.

## Handlung
Georg Wilsberg wird von Ekkehardt Talkötter, einem Steuerprüfer des Finanzamtes Münster, aufgesucht, der seine Geschäftsbücher prüfen will. Während der Steuerprüfung betritt die Kundin Sabine Köhler Wilsbergs Antiquariat, um sich nach einem Buch, das sich mit keltischen Schmuckfunden im Münsterland befasst, zu erkundigen. Alex Holtkamp, Wilsbergs Patentochter, macht sich unterdessen auf den Weg zum Schloss Evenbrock, an dem sie einen Aushilfsjob als Kellnerin erhalten hat. Auf dem nächtlichen Rückweg stürzt sie mit dem Fahrrad, weil sie von einem Sportwagen geschnitten wird. Sie erhascht dabei einen Blick auf den Beifahrersitz und erkennt dort die Kundin, die Wilsberg am Vortag besucht hat, allerdings weist diese Würgemale am Hals auf und ist tot.
Tags darauf wird die tote Sabine Köhler an der Straße nach Dülmen gefunden. Kommissarin Springer und ihr Assistent Overbeck stellen den auffälligen keltischen Halsschmuck sicher, den die Tote trägt. Ebenso finden die beiden eine von Wilsbergs Visitenkarten in den Taschen der Toten und vernehmen Georg Wilsberg daraufhin. Zwar hat Alex den Fahrer des Wagens, in dem die Tote gesessen hat, nicht erkannt, doch der Mörder hat davon keine Kenntnis. So fängt er die Zeugin, die ihn vermeintlich belasten könnte, des Nachts ab und versucht, sie ebenfalls zu erwürgen. Ekki und Wilsberg eilen ihr zu Hilfe und können den Angreifer in die Flucht schlagen, der bei seiner Flucht ein keltisches Schmuckstück verliert. Wilsbergs und Ekkis Interesse für den Fall ist geweckt. Sie ziehen das Keltenbuch sowie eine Karte des Münsterlands zu Rate, auf dem Schmuckfunde verzeichnet sind, um dem Fundort des keltischen Halsschmucks auf die Spur zu kommen.
Das Keltenbuch ist in der Stadtbücherei vergriffen; die einzige Ausgabe ist seit langer Zeit von Karsten Scherer, einem Händler für Outdoor Equipment, entliehen. Wilsberg gelingt es, eine Verbindung zwischen Scherer und der Toten herzustellen. Scherer hat Sabine Köhler vor einiger Zeit einen teuren Metalldetektor verkauft. Diese gab das Gerät Timm Thake, einem insolventen Landwirt, um von ihm im Scharhofer Forst gefundene Schmuckstücke erwerben zu können. Ihr Mann, der Arzt Michael Köhler, unterstützte finanziell ihr kostspieliges Hobby, wohlwissend, dass es illegal ist, die Funde privater Grabungen zu erwerben. Im Hinterzimmer Scherers Geschäftsräume findet Wilsberg nicht nur keltischen Schmuck, den Scherer als Hehler verkaufte, sondern auch ein Foto von Timm Thake nebst seinem Geländewagen. Mit Ekkis Hilfe kann Wilsberg Thakes Adresse über die Kfz-Zulassungsstelle in Erfahrung bringen.
In Thakes Geländewagen findet Wilsberg einen Hinweis, der ihn zum Schloss Evenbrock führt. Dort erfährt er, dass Timm Thake und Sabine Köhler ein Verhältnis miteinander hatten. Es stellt sich heraus, dass Timm Thake im Geschäft von Karsten Scherer Sabine Köhler kennenlernte, die bis dahin ihre Sammlerstücke bei Scherer erworben hatte. Aufgrund seiner Geldnot verkaufte Thake fortan seine Grabungsfunde an Sabine Köhler.
Als Wilsberg erneut Thakes Hof aufsucht, findet er Thake, der sich in der Scheune aufgehängt hat. Wilsberg glaubt jedoch nicht an einen Suizid. Er verdächtigt Dr. Köhler, hinter das Verhältnis zwischen dessen Frau und Timm Thake gekommen zu sein. Daraufhin sucht er Dr. Köhler in dessen Krankenhaus auf, um ihm mitzuteilen, dass Alex Holtkamp, die sich nach einer Messerattacke durch den mutmaßlichen Mörder von Sabine Köhler im Krankenhaus aufhält, in Kürze eine Aussage bei der Polizei machen werde, die Sabine Köhlers Mörder belasten werde. Dr. Köhler, der befürchtet, Alex könne ihn bei ihrer nächtlichen Kollision erkannt haben, schleicht sich in ihr Krankenzimmer, um ihr eine tödliche Injektion zu verpassen. Wilsberg stellt ihn dabei auf frischer Tat.
Scherer wird wegen Hehlerei festgenommen. Ekki kann den flüchtenden Dr. Köhler stellen, so dass Kommissarin Springer den Arzt wegen des Mordes an seiner Frau sowie des Verdachts auf Mord an Timm Thake und versuchten Mordes an Alex Holtkamp festnehmen kann.

## Hintergrund
Die Folge wurde vom 17. April 2005 bis zum 27. Juni 2005 in Westfalen und Köln gedreht. Am Antiquariat Solder in der Frauenstraße entstanden die Aufnahmen, die das Antiquariat Wilsberg zeigen. Ebenso ist hier die Überwasserkirche zu sehen. Am 23. Mai 2007 besuchten 20 Schüler der Münsteraner Martini-Grundschule im Rahmen des vom Amt für Schule und Weiterbildung organisierten Projekts „Kulturstrolche“ das Filmset in der Frauenstraße. Die Szenen, die das Polizeirevier zeigen, wurden am Bispinghof gedreht. Der nächtliche Überfall auf Alex Holtkamp wurde am Geisbergweg zwischen der Rothenburg und dem Domplatz in Szene gesetzt. Die Aufnahmen in der Tankstelle entstanden in Münster-Roxel. Weiterhin wurde in der Stadtbücherei Münster gedreht, wo bei Außenaufnahmen die Lambertikirche zu sehen ist. Ekkis Arbeitsplatz wurde in der Stadtverwaltung im Stadthaus mit Blick über den Platz des Westfälischen Friedens auf die Rückseite des Rathauses eingerichtet.
In dieser Folge ist erstmals Oliver Korittke in der Rolle des Ekkehardt Talkötter zu sehen.
Am 1. März 2006 wurde die Folge zusammen mit der 16. Folge Callgirls von Polarfilm auf DVD mit FSK-12-Freigabe veröffentlicht. Die DVD enthält neben den beiden Hauptfilmen als Bonusmaterial ein Making-of sowie ein Porträt über die Stadt Münster.
Der Running Gag Bielefeld verweist in dieser Folge auf Manfred Höch, Wilsbergs Schulfreund, der in Anspielung auf die vorherige Folge Todesengel Wilsbergs Aussage zufolge aus beruflichen Gründen nach Bielefeld gezogen ist.

## Rezeption

### Einschaltquoten
5,69 Millionen Zuschauer sahen die Folge Ausgegraben bei ihrer Erstausstrahlung im ZDF, was einem Marktanteil von 18,1 % entspricht. Es schalteten 1,61 Millionen Zuschauer zwischen 14 und 49 Jahren zu und bescherten dem Sender damit eine Einschaltquote von 12,4 %.

### Kritik
Die Redaktion von TV Spielfilm urteilte, die Wilsberg-Folge stelle „Krimikult mit trockenem Witz“ dar. Dies bestätigte Andreas Markhauser von quotenmeter.de, der insbesondere Leonard Lansink lobte. Die Handlung sei „gut geknüpft und bis zum Ende spannend“, auch die Auflösung sei „gut durchdacht“. Die Folge Ausgegraben sei „insgesamt ein unterhaltsamer Krimi, der es versteht, seinen Zuschauern bis zur letzten Minute Spannung zu bieten und mit netten Dialogen für Abwechslung sorgt“. Ekki Talkötter, der „markante Steuerprüfer“, sei die „Ideallösung“ für die Neubesetzung von Wilsbergs Sidekick, ließ Frank Rauscher verlauten. Diese Meinung teilte die Redaktion von Prisma, die Korittke einen „gelungenen Einstand“ attestierte und die Folge mit drei von fünf Sternen bewertete. Auch Tilmann P. Gangloff  ist bei kino.de der Meinung, Korittkes Darstellung sei „sehenswert“, da er seiner Rolle „unerwartete Seiten“ abzugewinnen wisse. Allerdings werde er „Schafmeisters Sympathiewerte wohl kaum erreichen“, so die Prognose von Gangloff.